# Balyktach
Balyktach nebo Bylyktach (rusky Балыктах nebo Былыктаах, jakutsky Балыктаах) je řeka v Jakutské republice na ostrově Kotelnyj (Novosibiřské ostrovy) v Rusku. Je 205 km dlouhá a její povodí má rozlohu 4 110 km².

## Průběh toku
Pramení na planině Tollja a teče na jih. Ústí do Smirnického zátoky Východosibiřského moře.

## Vodní stav
Zdrojem vody je tající sníh, ledovce a také déšť.